# Марко Поло
Марко Поло (итал. Marco Polo; 1254 — 1324) је био венецијански трговац и истраживач, који је, са оцем и стрицем био један од првих Европљана са запада који су путовали Путем свиле до Кине. Своја путовања Поло је хронолошки изложио у књизи „II Milione“ (Путовања Марка Пола). Полови су у Кини живели 17 година пре него што су се вратили у Венецију. У поморској бици између Венеције и Ђенове, Марко је био ухваћен и одведен у затвор, где је своју књигу издиктирао Рустичелу да Пизи. Због свега овога, Марка Пола неки сматрају једним од највећих светских истраживача, док га неки скептичнији пре виде као највећег светског приповедача прича.
Он је научио трговачку професију од оца и стрица, Никола и Мафеа, који су путовали кроз Азију и упознали Кублај-кана. Године 1269, они су се вратили у Венецију и срели са Марком по први пут. Њих троје су започели епско путовање кроз Азију, с кога су се вратили након 24 године. По повратку су затекли Венецију у рату са Ђеновом. Марко је био затворен и диктирао је своје приче особи са којом је делио затворску ћелију. Он је пуштен на слободу 1299, постао богат трговац, оженио се, и имао је троје деце. Он је умро 1324. и био је сахрањен у цркви Сан Лоренцо у Венецији.
Марко Поло није био први Европљанин који је доспео до Кине (погледајте Европљани у средњовековној Кини), али је био први који је оставио детаљну хронику својих искустава. Његова књига је инспирисала Кристофера Колумба и многе друге путнике. Постоји знатна количина литературе базиране на Половим записима; он је исто тако имао утицаја на европску картографију, што је довело до увођења фра Маурове мапе.

## Биографија

### Породично порекло
Марко Поло је рођен 1254. године у Венецији, главном граду Млетачке републике. Породица његовог оца Никола је живела у Венецији када је Николо,  заједно са својим братом Мафеом, пошао у Азију, и оставио Маркову мајку у другом стању. Њихов повратак у Италију са циљем да "оду у Венецију и посете своју породицу" је описан у књизи  „II Milione“  овим речима: "... пошли су из Акре па преко Еубеје, а од Еубеје све до Венеције. Након доласка у Венецију, госпар Николо је сазнао да је његова жена умрла а да је иза ње остао син, петнаест година стар, чије је име било Марко".
Андреа, Марков деда, је живео у Венецији, у крају града који се је звао Сан Феличе, и имао три сина: Марка "старијег", Мафеа и Никола (Марковог оца). Неки старији Венецијански извори тврде да су Маркови преци били Далматинци.

### Прво путовање

#### Седамнаест година
Отац Николо и стриц Матео били су трговци који су ишли по истоку. Њих двојица су кренули пут Азије и стигли у Кину 1266.-дошли су до Канбалика у близини Пекинга. Када су се вратили кући, донели су писмо за папу: писмо је било од тамошњег владара Кублај-кана (унук Џингис-кана), у којем је он замолио да учени људи дођу како би подучавали у његовом царству. Матео и Николо Поло су са папиним одговором кренули до Кублај-кана 1271. године. Овога пута, Николо је повео и свог сина Марка. Младић је убрзо постао миљеник, а затим и саветник Кублај-кана. Током 17 година службовања Кублај-кану, Марко Поло се упознао са великим пространствима Кине и бројним достигнућима ове цивилизације, од којих су многа била испред онога што је до тада откривено у Европи. Према причи, током боравка у Кини Марко Поло је три године био и гувернер кинеског града Јангкоуа.

#### Књига светских чудеса
Марко је за 17 година службе код Кублај-кана обишао многе земље Далеког истока, све до Данашње Бурме и Вијетнама. Године 1292. Марку, његовом оцу и стрицу се пружила прилика да се врате натраг. 1295. након три године путовања стижу у Венецију. Преко 25.000 пређених километара и 24 године путовања у Венецију су донијели своју легендарну „одисеју“  Књига светских чудеса

### Ил Милионе
По повратку из Кине 1295. године, породица Поло се настанила у Венецији гдје су постали сензација и својим причама о далекој Кини привлачили гомиле слушалаца. Ипак, мало им је ко веровао. У међувремену, немирни дух одвео је Марка у поморску битку 1298. године, код данашње Корчуле где је био заробљен. Током сукоба, он је био капетан венецијанске галије. Неколико месеци које је провео у затвору Марко је искористио тако што је издиктирао детаљан опис својих путовања у непознате делове Далеког истока. Његова књига "Ил Милионе“ ускоро је преведена на многе европске језике. Међутим, проблем с том књигом настаје у наредном периоду-оригинал је изгубљен, а до наших времена стигло је неколико верзија које су често противречне, због тогс што штампа није постојала у Европи, па је било разлика у транскрипцији. У сваком случају, оригинална књига је постигла велики успех у своје време-просто невероватно достигнуће за период када штампарска техника још није била позната у Европи.

#### Надахнуће
Маркова књига Ил Милионе је имала пресудан значај у доба великих географских открића. Географске карте Далеког истока су вјековима прављене по његовим путописима. Њемачки картограф Јохан Шенер је 1533. године записао иза Синае и Цереса(митских градова средишње Азије)открића многих земаља заслуга су Марка пола... обале тих земаља недавно су опловили Колумбо и Америго Веспучи Касније ће се испоставити да Кристифор Колумбо није стигао до приједела које је описао Марко Поло, јер га је на том путу зауставило копно које ће касније бити прозвано Америка. Познато је да је Колумбо посједовао једно латинско издање Маркове књиге и биљешкама које је правио током путовања упоређивао властита открића са мјестима која је Марко описао.

### Смрт
Године 1323, Поло је био везан за кревет, услед болести. Дана 8. јануара 1324, упркос напора лекара, Поло је био на самрти. Да би написао и сертификовао тестамент, његова породица је позвала Ђованија Ђустинијанија, свештеника из Сан Прокола. Његова жена, Доната, и његове три ћерке је именовао конаслединцама. Црква је по закону имала право на део његове имовине; он је то одобрио и наредио да се додатна сума исплати самостану Сан Лоренцо, месту где је желео да буде сахрањен. Он је исто тако дао слободу Питеру, татарском слуги, којег је довео из Азије, и коме је Поло завештао 100 лира венецијанских денара.
Он је поделио остатак свог поседа, укључујући неколико некретнина, међу индивидуама, религиозним институцијама, и сваким цехом и братством којима је припадао. Он је такође отписао више дугова укључујући 300 лира које му је његова заова дуговала, и друге за самостан Сан Ђиовани, Сан Паолов ред проповедника, и клерик под именом Бенвенуто. Он је наредио да 220 солди буде плаћено Ђиованију Гиустинијанију за његов рад као нотар и његове молитве.
Поло није потписао тестамент, али је документ био потврђен тада релевантни „signum manus” правилом, по коме је остављалац морао једино да додирне документ да би га учинио правно валидним. Услед венецијанског закона који наводи да се дан завршава на заласку сунца, тачан датум смрти Марка Пола не може се одредити, али према неким научницима то је било између заласка сунца од 8. до 9. јануара 1324. године. Библиотека Маркијана, у којој се чува оригинална копија његовог тестамента, датира тестамент на 9. јануар 1323, и даје датум његове смрти у јуну 1324.

### Мистерија
Док је Марко Поло лежао на самртној постељи, породица га је молила да призна да је измислио своје приче. Одбијајући ту молбу он је наводно рекао: „рекао сам само половину онога што сам видео“. Док већина истраживача верује да је Марко Поло стигао до Кине, недавно су се појавила мишљења да он заправо није стигао толико далеко и да је само препричавао информације које је чуо од других. Скептици наглашавају, међу бројним грешкама, да Марко Поло није поменуо кинеско писмо (веома различито од било ког европског), штапиће за јело, чај, а да се не говори о томе што није поменуо велики Кинески зид. Такође, кинеске забелешке из тог времена га уопште не помињу, упркос чињеници што је Марко тврдио да је био у служби Кублај-кана- што је збуњујуће, имајући у виду да се у Кини бележило све што се дешавало на двору. С друге стране, Марко описује друге аспекте живота на Далеком истоку у много детаља- папирни новац, велики канал, структуру монголске армије, тигрове, империјални поштански систем. Такође Јапан назива кинеским именом Ципанг. Тај помен Јапана сматра се првом појавом те земље у западној литератури.

## Занимљивости
Легенде кажу да је Марко Поло упознао Италију са неким производима из Кине међу којима су сладолед, пињата и паста, а нарочито шпагети. Међутим, ове легенде се доводе у питање, пошто постоје докази да је паста у Италији позната још из старог века.
Венеција је у знак сећања на Марка Пола, дала његово име свом међународном аеродрому, а два сателита које је британска компанија БСБ лансирала 1989 и 1990 носе име славног путника.